# Wzgórek oczny
Wzgórek oczny (łac. tuber ocularis, ang. ocular tubercle) – nazwa różnych struktur występujących w przedniej części ciała niektórych stawonogów.
U kosarzy wzgórek oczny położony jest pośrodku prosomy i bywa silnie rozbudowany. Na wzgórku osadzona jest para oczu głównych, których osie skierowane są na bok i do góry. Wzgórek oczny opatrzony może być różnymi wyrostkami, np. u Megabunus diadema są to dwa rzędy bardzo długich kolców.
U kikutnic na wzgórku ocznym umieszczone są dwie pary oczu inwertowanych, a sam wzgórek jest prawdopodobnie pozostałością akronu. W rodzinie Austrodecidae jest on silnie rozwinięty i sięga nasady ryjka lub wznosi się z przedniej krawędzi płata głowowego.
Struktury określane jako ocular tubercles występują także u skoczogonków, np. z rodzaju Americanura.
U pluskwiaków mianem ocular tubercles określa się dodatkowe oczy o wybrzuszonych w tylnej części fasetkach, występujące obok oczu złożonych.